# Лайм (плід)

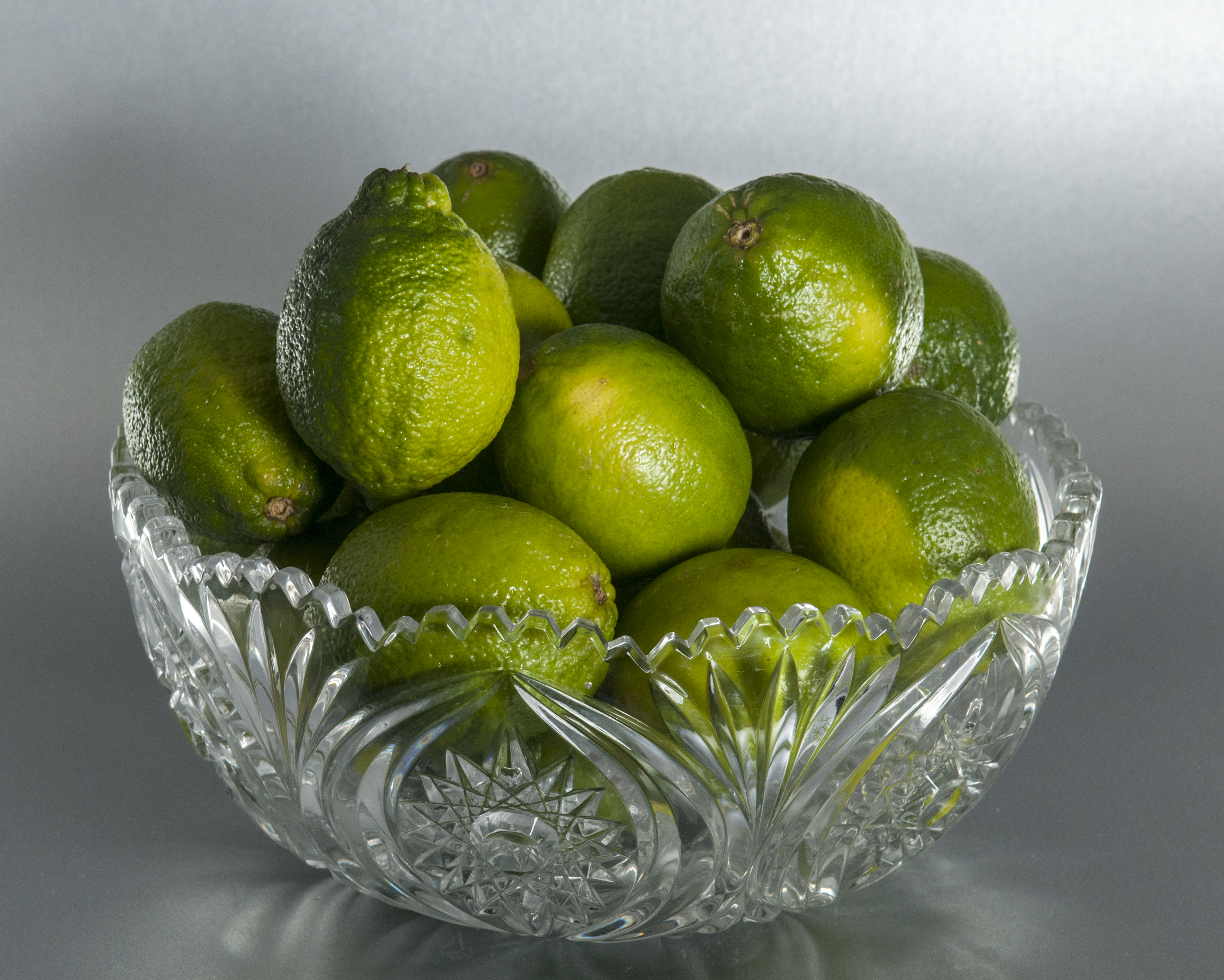

Лайм (лат. Citrus × aurantiifolia) — плід рослини лайм триби цитрусових родом з Індії, генетично схожий з лимоном. Іноді називають також зеленим лимоном.
У Середземномор'ї поширився у другій половині I тис. н. е..

## Виробництво
Існує безліч сортів лайма:
- Солодкий лайм (Citrus latifolia Tanaka). Його плоди нагадують лимон, вони великі (6–8 см в діаметрі), з тонкою (1,5 мм) гладкою шкіркою. Аромат слабкіший, ніж у лайма справжнього. Зазвичай плоди без насіння, за виглядом плодів схожий з лаймом справжнім. Плоди солодкого лайма (Citrus limettioides Tanaka) не містять кислоти, прісні, цукрів у соку до 6 %. Широко використовується у народній медицині, зокрема, проти малярії.
- Лайм Рангпур (Citrus limonia Osbeck) застосовується як підщепа цитрусових культур. У ряді країн його обробляють для отримання плодів. Плоди кислі, близько 5 см в діаметрі, шкірка тонка, легко відділяється. Шкірка і м'якоть темно-помаранчеві. Для лайма Рангпур характерна посухостійкість, висока врожайність.
- Мексиканський (син. Вест-Індійський), плоди невеликі. Цей сорт найбільш широко використовують для отримання олії шляхом віджиму плодів або тривалого (10 — 16 годин) парового перегону.

Відомі такі гібриди, як лимонайм (лайм х лимон), лаймкват (лайм х кумкват) та ін

## Застосування
В основному використовують у свіжому вигляді, а також для приготування соку і консервування сегментів. У соку міститься 6-8 % лимонної кислоти, насіння у найкращих сортів мало (0–4 %). Аромат плодів лайма відрізняється від аромату лимонів і поступається йому.

### Косметична дія
Очищує та тонізує шкіру. Найбільш підходить для жирної шкіри. У сумішах — при жирній шкірі: контролює виділення себума, позбавляє від чорних крапок, стягує пори та відбілює шкіру (особливо шию і спину). Зміцнює тонке волосся і нігті, сприяє їх росту. Збільшує циркуляцію крові, відновлює пошкоджену шкіру і капіляри (купероз), стимулює ріст нових клітин, розгладжує зморшки, піднімає тонус втомленої шкіри, покращує колір обличчя (після вагітності, у тих, що палять, після нервових стресів або важкої хвороби). Може використовуватися при лікування герпесу, наривів, бородавок, папілом, закритих комедонов (миліум або вугрів з білими головками).

### Цілюща дія
Лайму притаманна протизапальна, антисептична, антивірусна, бактерицидна, загоююча, відновлююча, тонізуюча дії, через що його широко використовують у медицині. Заспокоює сильне й часте серцебиття. Чинить сприятливу дію на шлунок. Знімає запалення кишечника, яке спричинює стрес. Часто використовують замість лимона, через те що лайм має схожі властивості. Застосовують при неспецифічному лікуванні гарячки, болю в горлі, застуді та інших захворювань респіраторної системи тощо.

### Інше застосування
Сік лайма використовують для отримання лимонної кислоти. Олію з нього застосовують як ароматизатор при виробництві безалкогольних напоїв.

## Токсичність
Контакт зі шкіркою або соком лайма з подальшим впливом ультрафіолетового світла може призвести до фітофотодерматиту, який іноді називають фотодерматитом Маргарити або лаймовою хворобою (не плутати з хворобою Лайма). У барменів, які користуються лаймами та іншими цитрусовими під час приготування коктейлів, може розвинутися фітофотодерматит.
Клас органічних хімічних сполук під назвою фуранокумарини, як повідомляється, викликає фітофотодерматит у людей. Лайм містить численні сполуки фуранокумарину, включаючи ліметтин (також званий цитроптен), бергаптен, ізопімпінелін, ксантотоксин (також званий метоксален) і псорален. Схоже, що бергаптен є основною сполукою фуранокумарину, відповідальною за індукований вапном фітофотодерматит.
Шкірка лайма містить більш високі концентрації фуранокумаринів, ніж м'якуш лайма (на один-два порядки), тому шкірка лайма є значно більш фототоксичною, ніж м'якуш лайма.

## Галерея

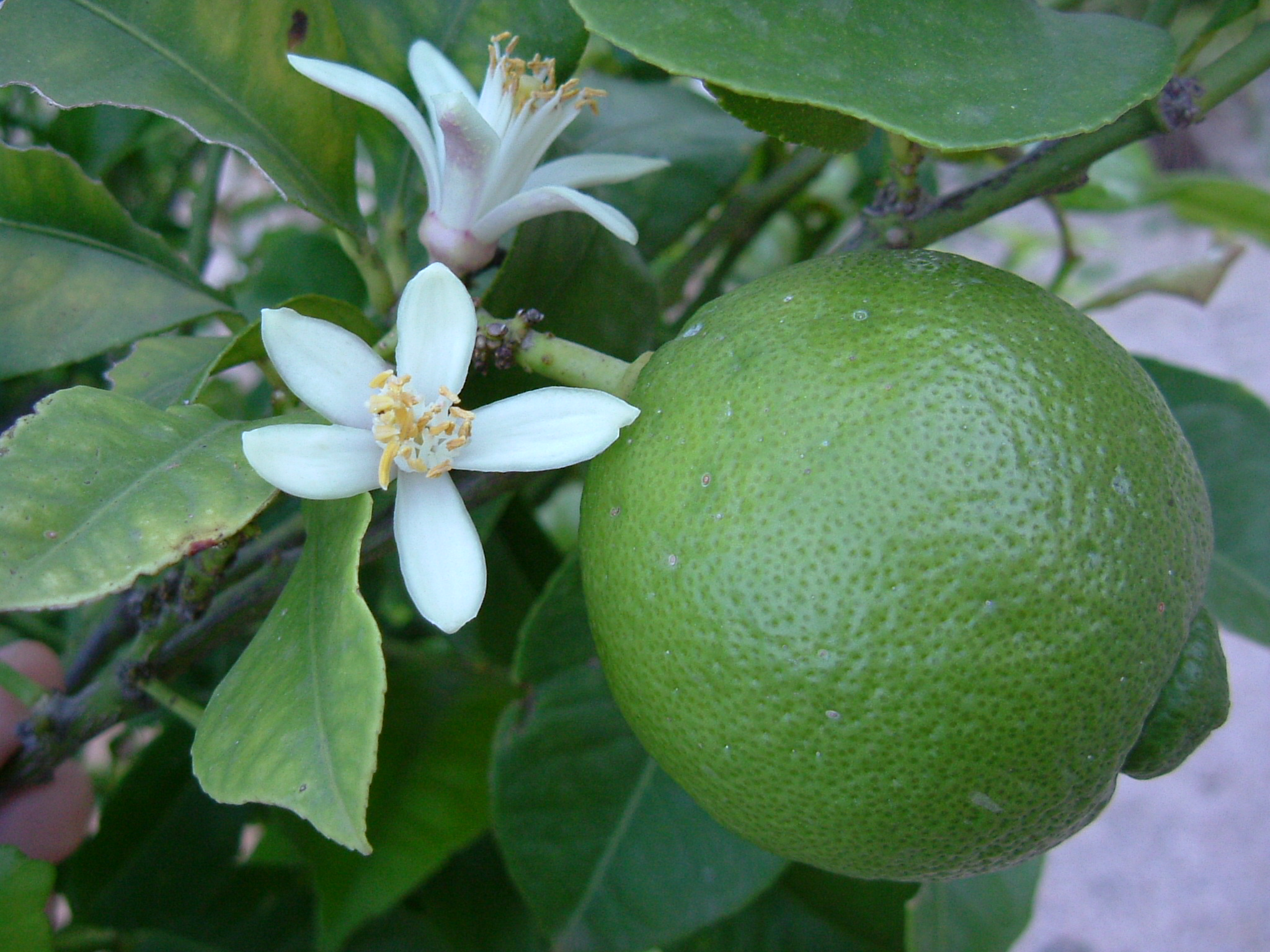
Лайм (Іспанія)
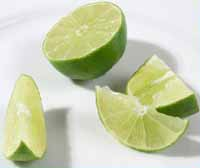
скибочки лайма